# Kaj Ellertsson
Kaj Georg Ellertsson, född 7 juli 1942 i Trelleborg, Sverige, är en svensk filmproducent.

## Filmografi (producent)
- 2005 – Blodsbröder
- 2006 – Sökarna – Återkomsten